# Zorzines puncticulosa
Zorzines puncticulosa là một loài bướm đêm trong họ Noctuidae.